# Rawsonia spinidens
Rawsonia spinidens là một loài thực vật có hoa trong họ Achariaceae. Loài này được (Hiern) Mendonca ex Sleumer miêu tả khoa học đầu tiên năm 1937.